# Octoblepharum albidum
Octoblepharum albidum är en bladmossart som beskrevs av Hedwig 1801. Octoblepharum albidum ingår i släktet Octoblepharum och familjen Dicranaceae. Inga underarter finns listade i Catalogue of Life.

## Bildgalleri

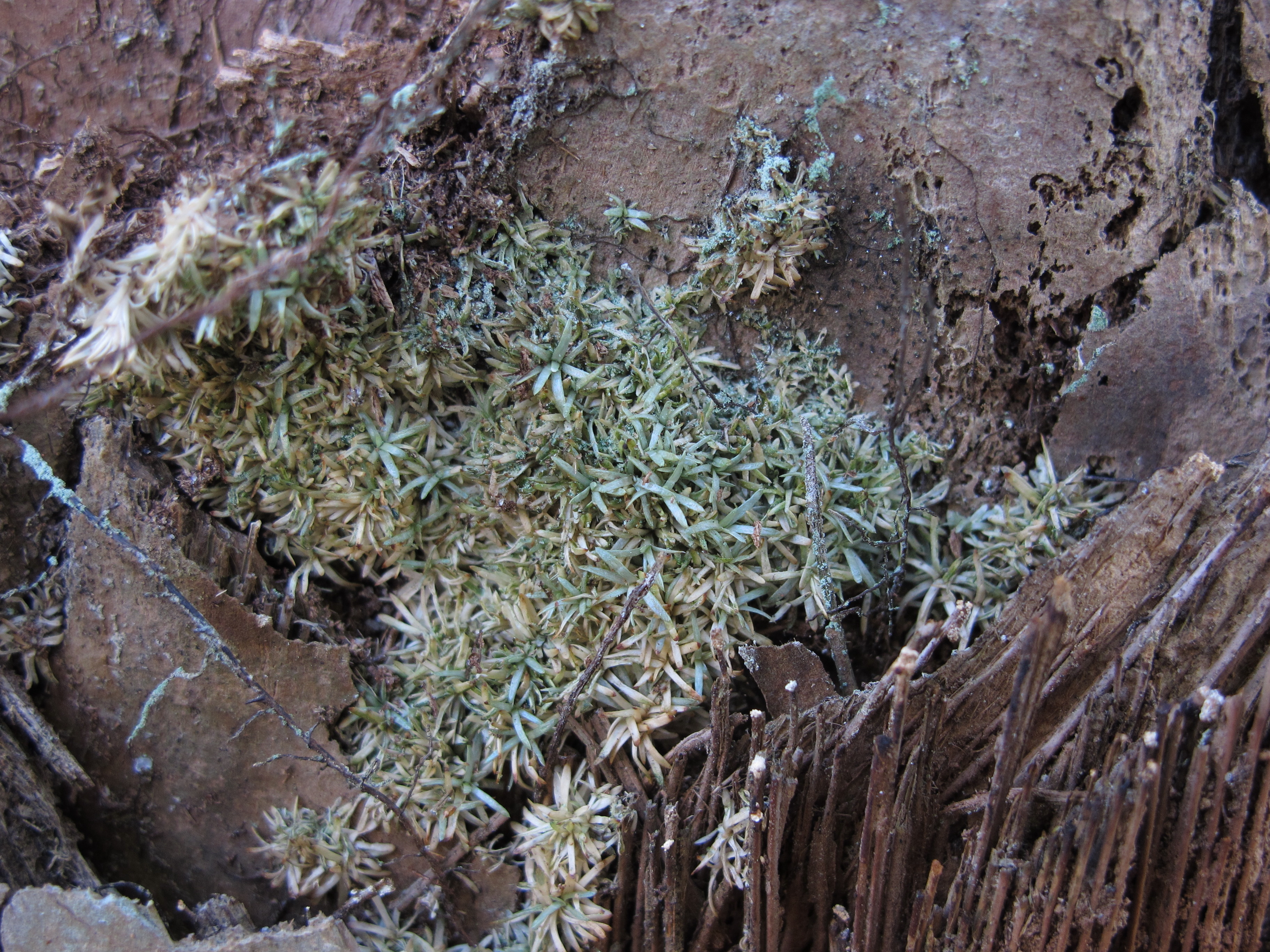
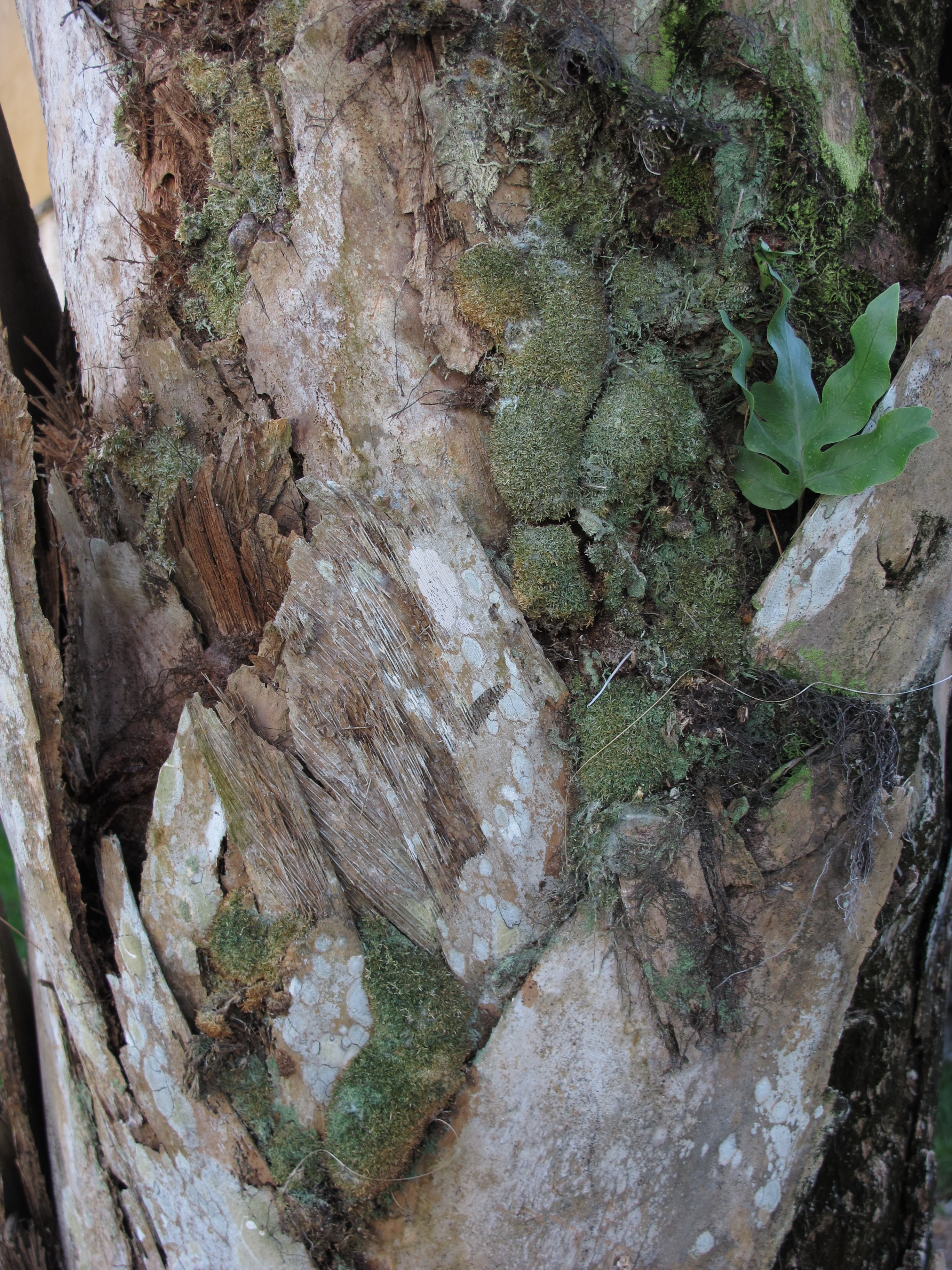
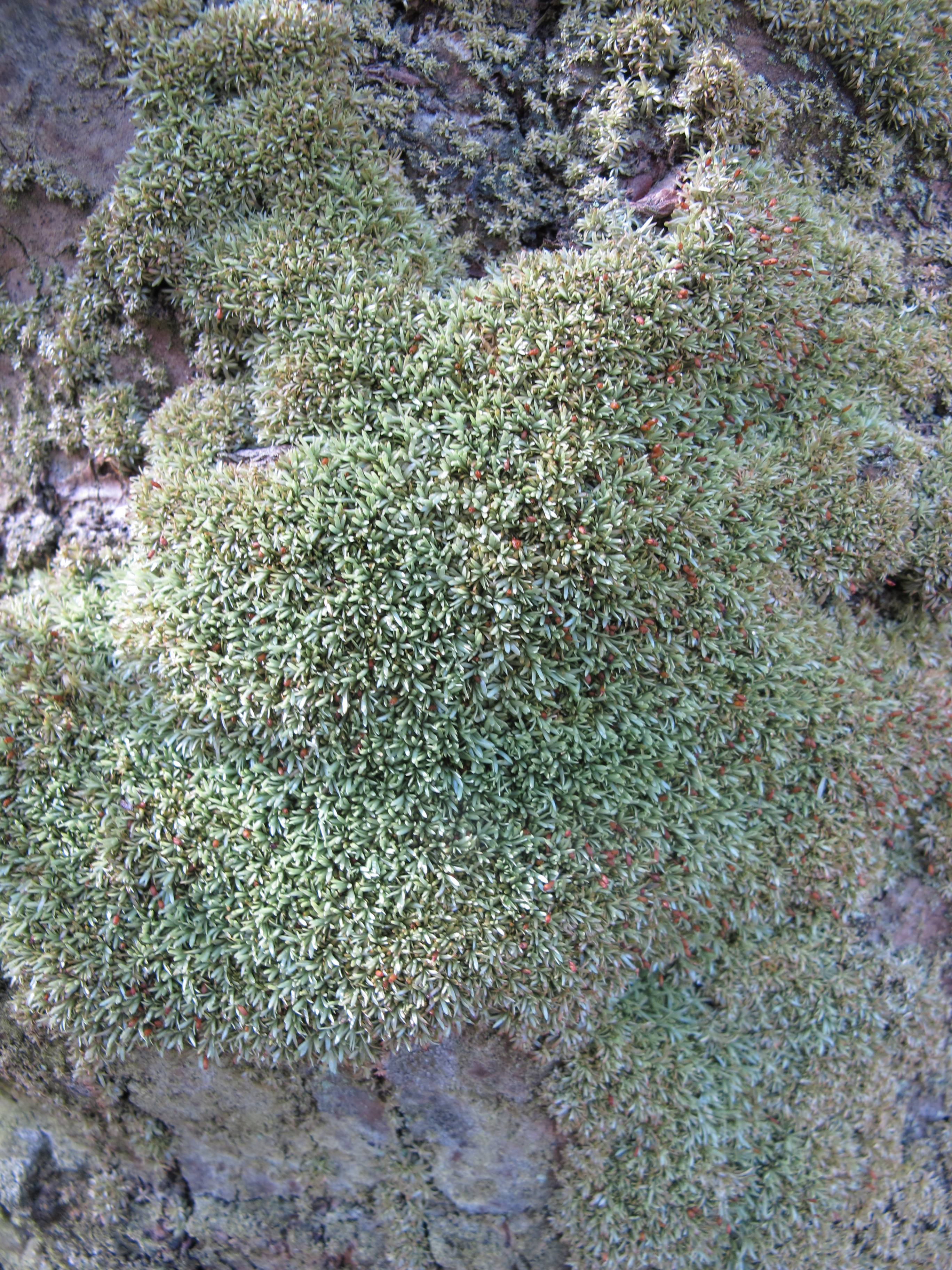
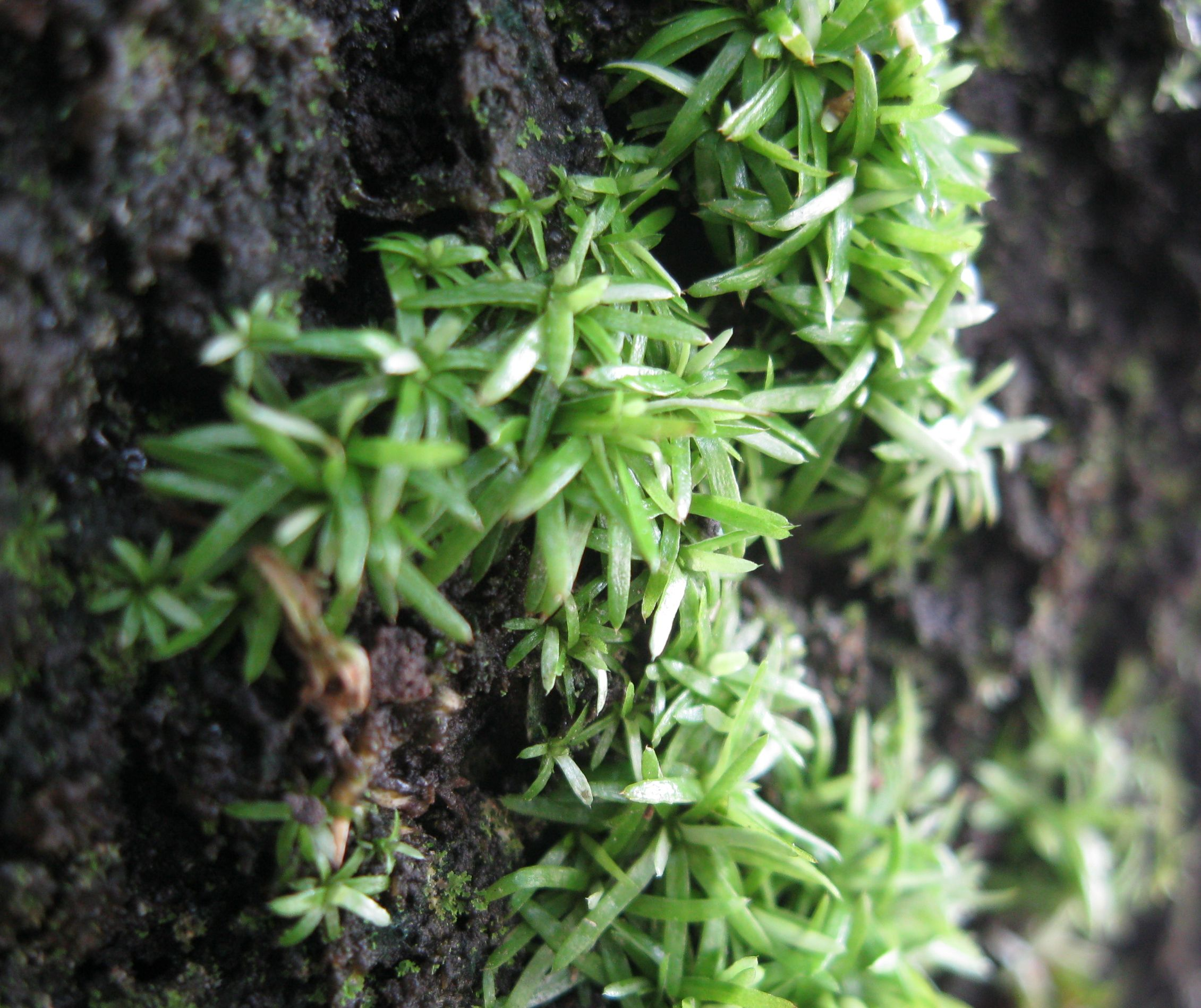
O. albidum från Java